# Mogens Gøye
Mogens Gøye, född omkring 1470, död den 5 april 1544, var en dansk adelsman, son till Eskil Gøye, äldre bror till Henrik Gøye.
Gøye blev genom arv och giftermål Danmarks rikaste man och är ättens viktigaste medlem. 1503 blev han riksråd, deltog i kriget mot Sverige och fredsslutet 1512 och sändes 1514 till Nederländerna för att slutföra Kristian II:s äktenskap med prinsessan Elisabet.
Gøye blev senare marsk, fängslade som sådan 1517 Torben Oxe, men sökte förgäves avlägsna Sigbrit. Han understödde dock Kristian II, tills dennes sak 1523 var hopplöst förlorad, och blev kort därpå rikshovmästare under Fredrik I.
Redan 1526 slöt Gøye sig öppet till lutherska läran, upphetsade borgarna till att förjaga tiggarmunkarna och fick av katolikerna namnet djævlens tjener og drabant. På herredagen 1533 sökte han förgäves trygga Kristian III:s val till konung och skydda reformatorerna mot förföljelse.
Gøye lämnade därför herredagen jämte Erik Banner och drog till Jylland, där de genomdrev kungavalet. Senare medverkade han till reformationens seger (1536) och förblev hovmästare till sin död.